# میلاد صالحی (اسکیت سرعت)
میلاد صالحی (زاده ۴ دی ۱۳۷۵ در ورامین) بازیکن اسکیت سرعت اهل ایران است. وی عضو تیم ملی اسکیت سرعت ایران است که در مسابقات بین‌المللی کاپ آزاد ایتالیا در سال ۲۰۲۲ در ماده ۱۰۰ متر موفق به کسب مدال طلا شد. او در مسابقات کاپ آزاد اسکیت سرعت هلند در همین سال نیز موفق به کسب مدال نقره شد.

## افتخارات
- مدال نقره کاپ آزاداسکیت سرعت هلند 2022[۱]
- مدال طلای کاپ آزاد ایتالیا 2022[۲]